# Śródmieście
Śródmieście – centralna część miasta, skupiająca funkcje m.in. administracyjne, handlowe, usługowe i turystyczne, charakteryzująca się zwartą zabudową architektury.
Stanowi strefę miasta o najwyższej aktywności gospodarczej, kulturalnej i najczęstszych kontaktów społecznych.

## Galeria

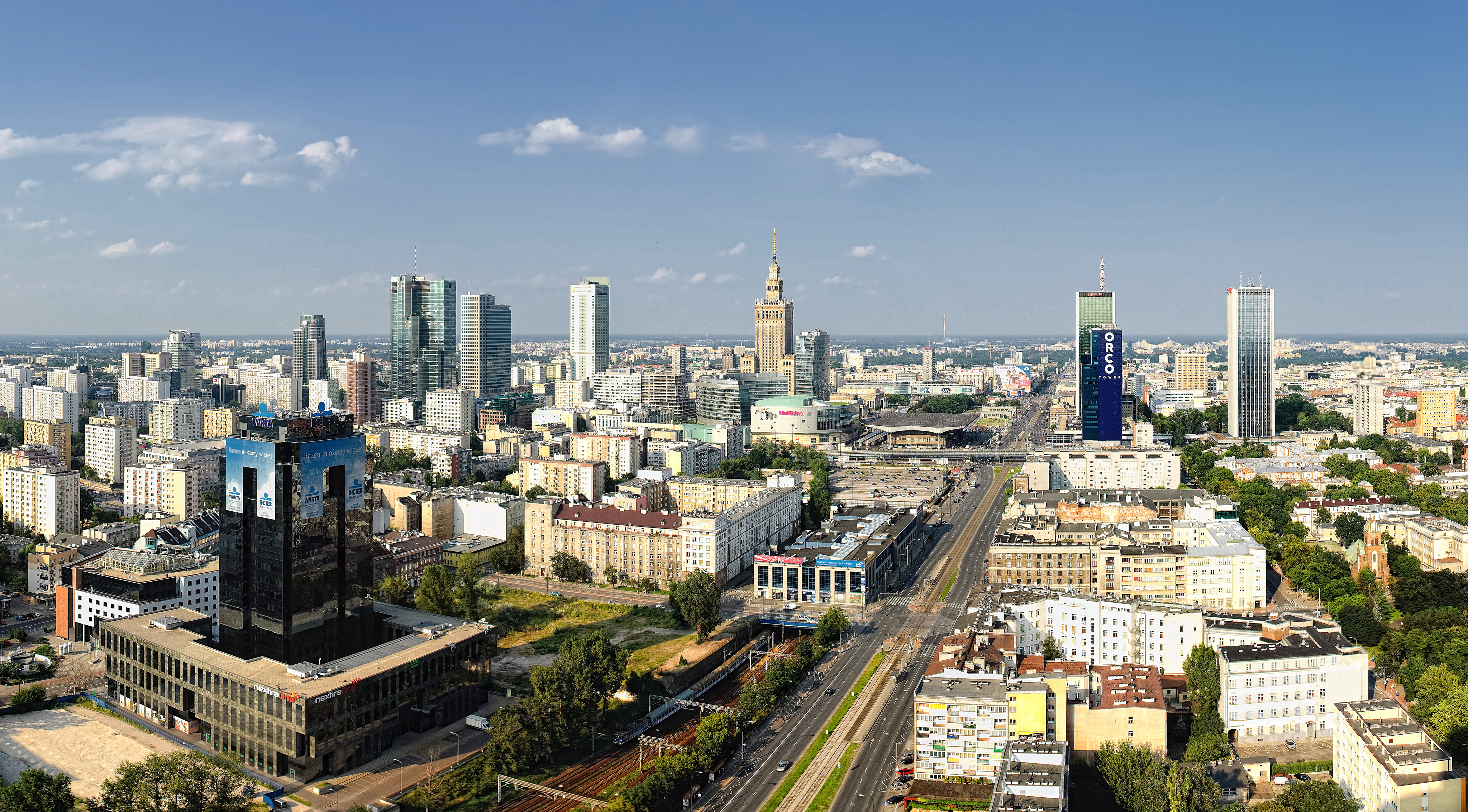
Śródmieście – dzielnica Warszawy
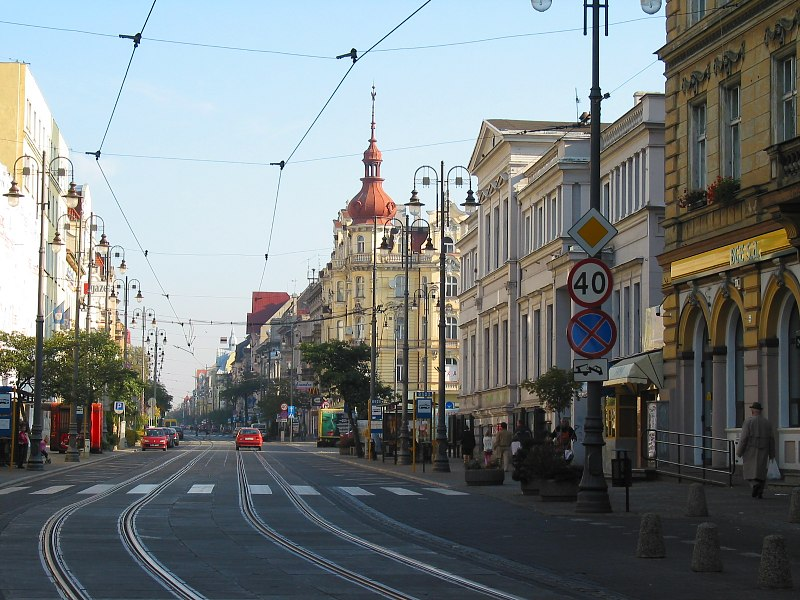
Śródmieście – centralna dzielnica staromiejska Bydgoszczy, której osią jest ulica Gdańska
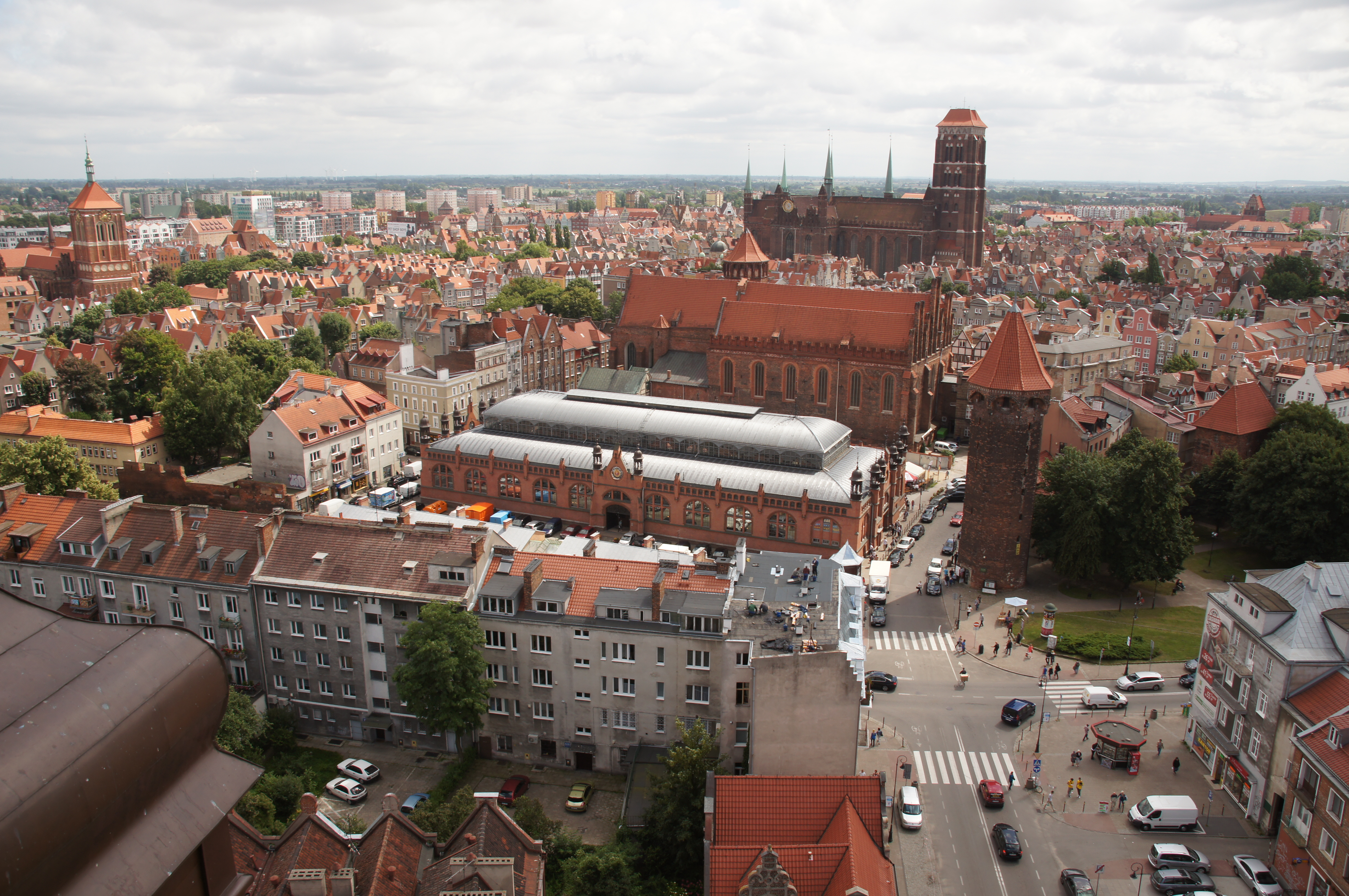
Śródmieście – okręg historyczny miasta Gdańsk
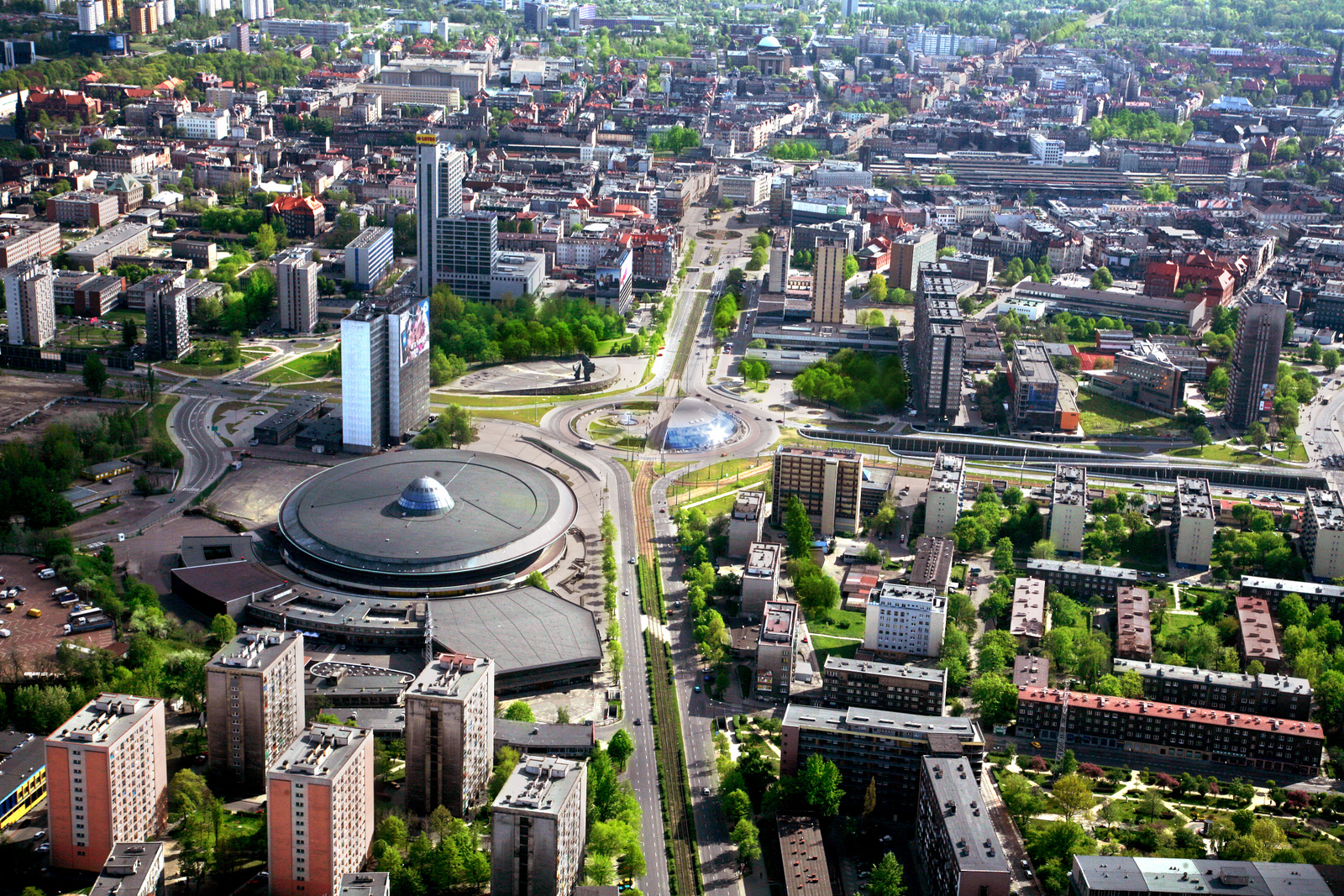
Katowice – Śródmieście z lotu ptaka
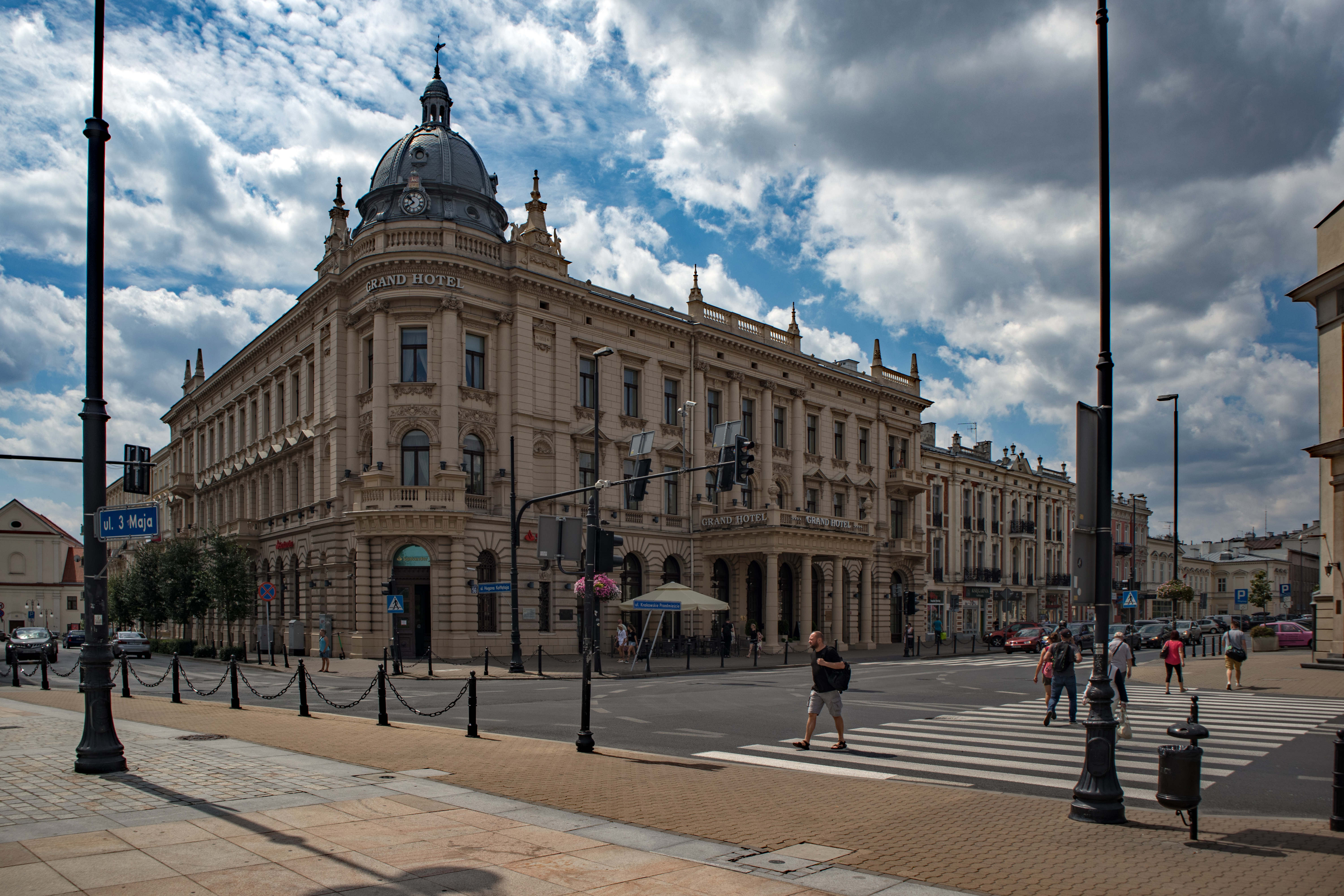
Śródmieście Krakowskie Przedmieście w Lublinie – Grand Hotel Lublinianka
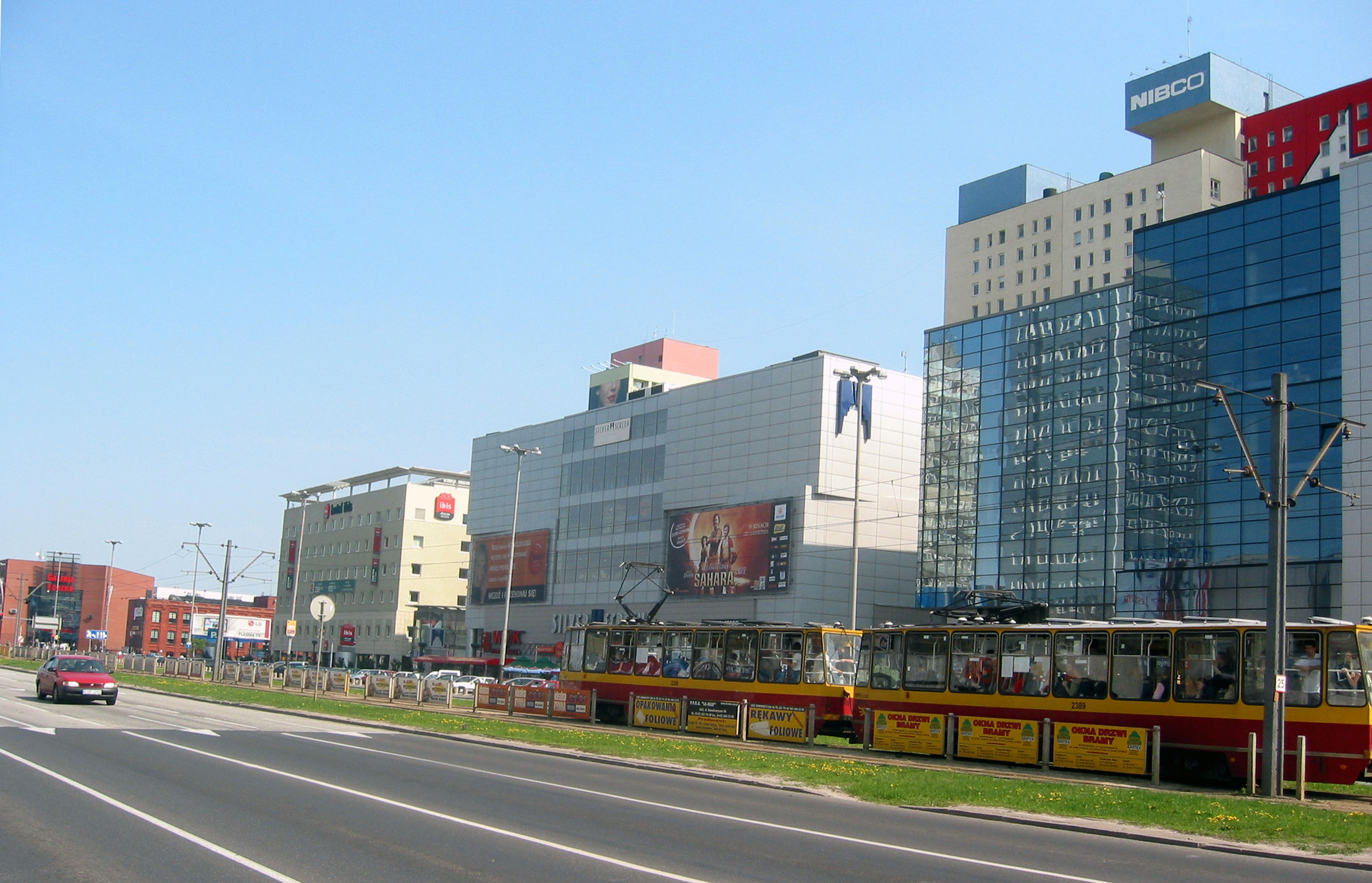
Dzielnica Śródmieście w Łodzi
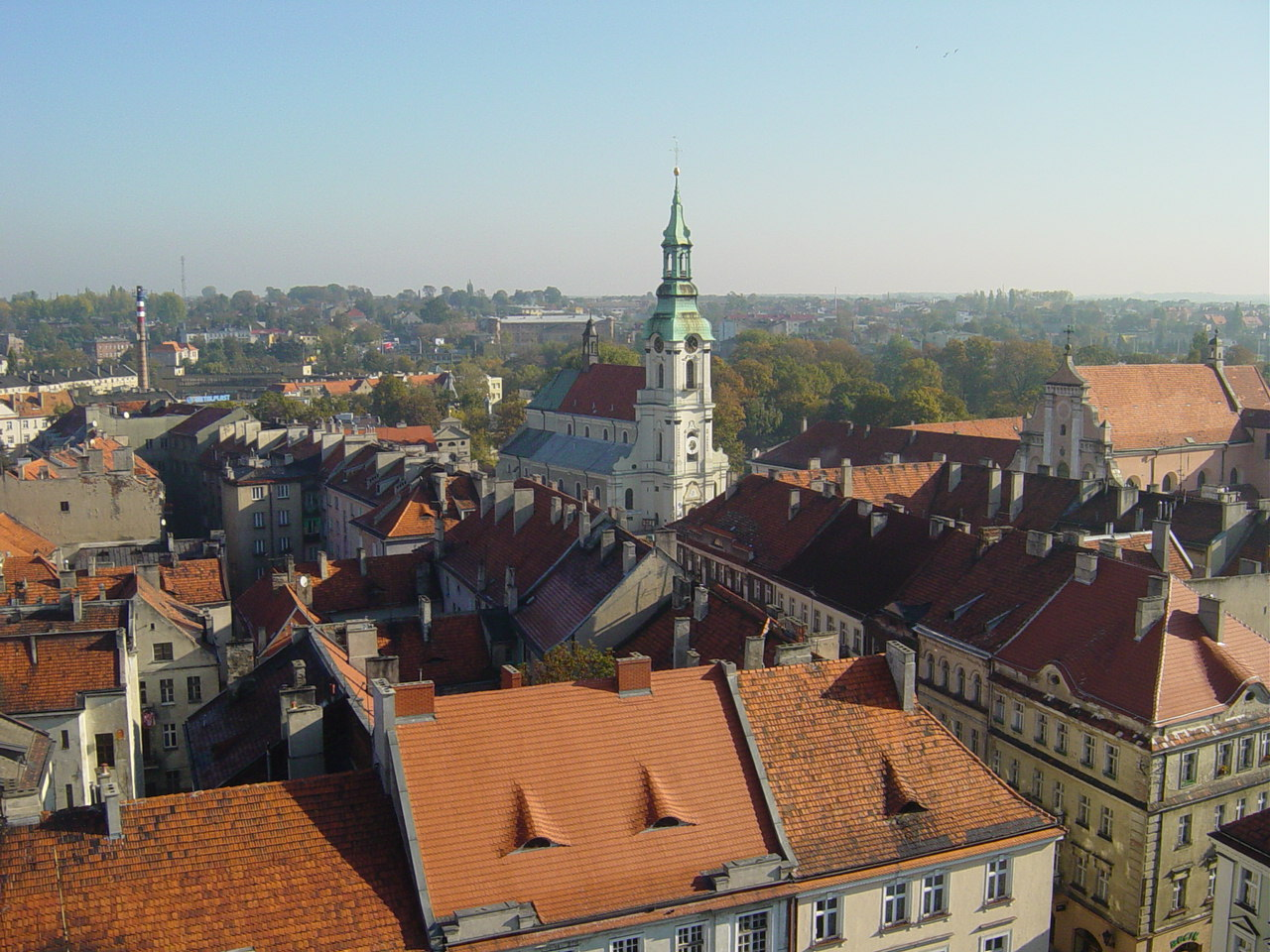
Śródmieście – centralna część miasta Kalisza
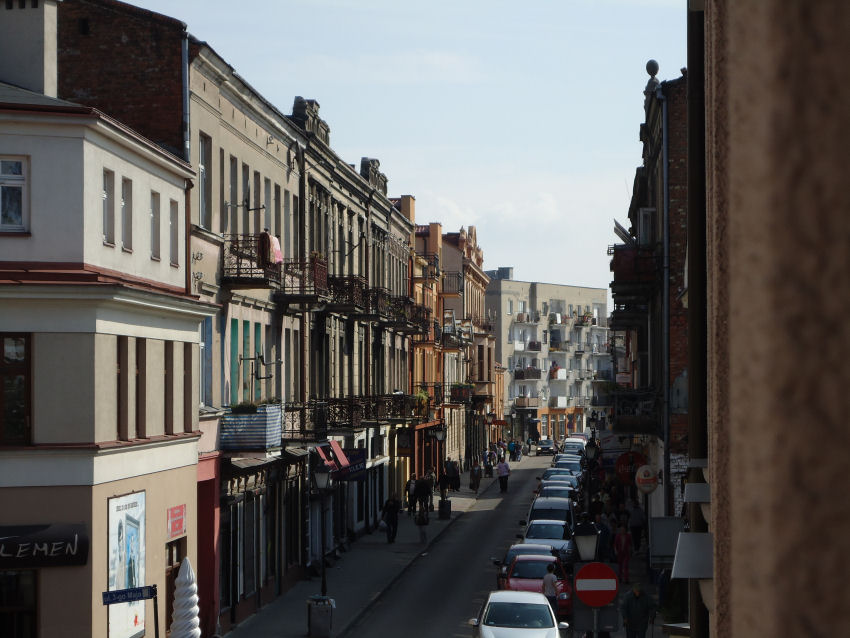
Włocławek – Śródmieście (ul. Piekarska)
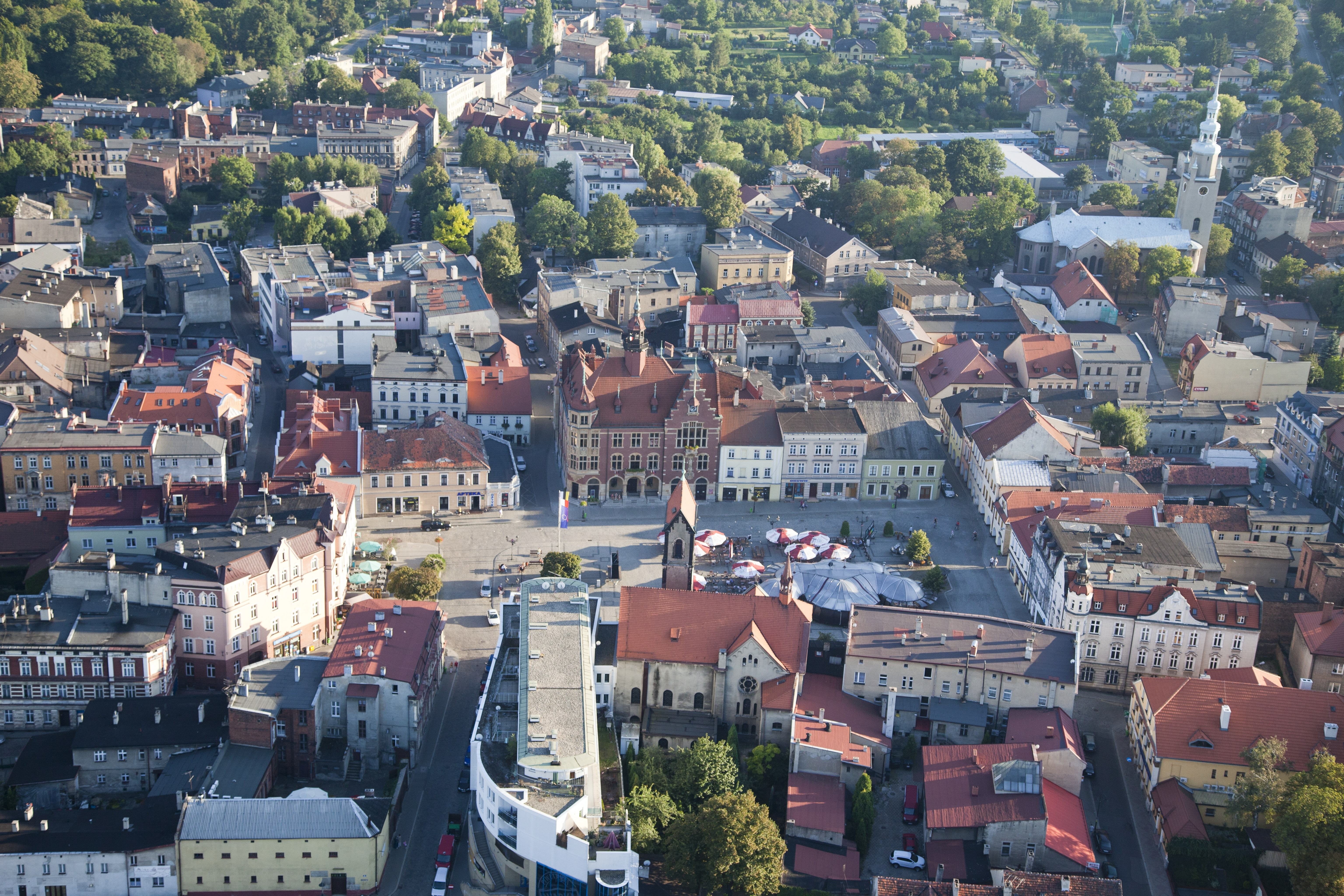
Tarnowskie Góry – Śródmieście-Centrum widziane z lotu ptaka